# Theope wallacei
Espèce
Theope wallacei est une espèce d'insectes lépidoptères appartenant à la famille des Riodinidae et au genre Theope.

## Taxonomie
Theope wallacei a été nommé par Jason Piers Wilton Hall en 1998.

## Écologie et distribution
Theope sticheli est présent à Panama, en Équateur et au Pérou. Il n'a pas été observé en Guyane dans la nature ces 25 dernières années.

### Protection
Pas de statut de protection particulier.